# Isaberrysaura mollensis
Isaberrysaura mollensis es la única especie conocida del género extinto Isaberrysaura de dinosaurio ornitisquio posiblemente estegosauriano, que vivió a mediados del período Jurásico, en el bajociense, hace 168 millones de años, en lo que es hoy Sudamérica. Sus restos fósiles fueron hallados en rocas que datan de la época del Bajociense del Jurásico Medio, en la Formación Los Molles, en la Patagonia, Argentina. Su cráneo es convergente con el de los estegosáuridos, grupo con el que parece estar relacionado, aunque se consideró en principio que era un neornistisquio basal.

## Descripción
Los dientes de Isaberrysaura son heterodontes, con dientes premaxilares recurvados y dientes maxilares y dentarios lanceolados. En las iguanas actuales, una dentición similar se correlaciona con las dietas omnívoras, lo que indica que Isaberrysaura también podría haber sido de esta manera. Se estima que Isaberrysaura mediría alrededor de 5 a 6 metros de longitud, lo que haría de este un dinosaurio de tamaño mediano.

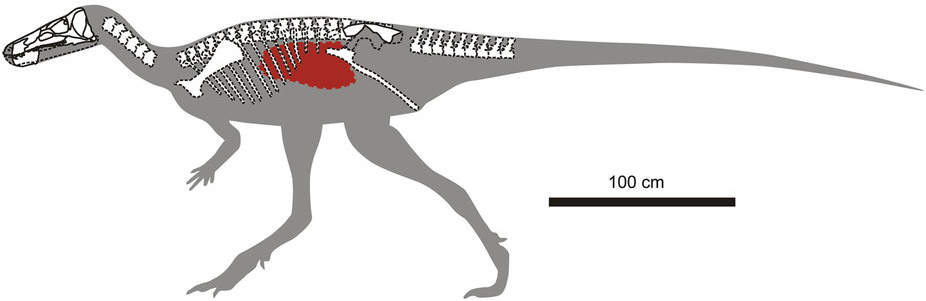
Reconstrucción inicial de Isaberrysaura como un neornitisquio, con los contenidos intestinales en rojo.

El cráneo en particular es muy inusual; se estimó que mediría 52 centímetros de longitud y 20 centímetros de ancho entre las órbitas oculares, y es casi tan alto como ancho. El hocico se inclina anteroventralmente desde la esquina posterodorsal de la fenestra infratemporal hacia lo que aparentemente es el contacto maxilar-premaxilar y la fenestra infratemporal es alta dorsoventralmente. En contraste, la órbita es casi circular, no es tan alta dorsoventralmente, siendo en cambio más alta anteroposteriormente, es menor que la fenestra infratemporal, y es solo visible en vista lateral. El sector anterolateral de la fenestra supratemporal izquierda está relativamente bien preservado en vista dorsal. La fosa anteorbital del cráneo es de forma aproximadamente triangular, con una base más larga que los dos otros lados. El yugal es trirradiado y el proceso anterior del yugal forma la esquina posteroventral de la fosa anteorbital y sobrepasa anteriormente la base del lacrimal, un rasgo observado en lo tireóforos basales y los estegosaurios. El proceso dorsal del yugal es proporcionalmente largo. El cuadratoyugal es muy ancho y el premaxilar está preservado de forma incompleta, mientras que el material del postcráneo aún no está descrito. La dentadura es heterodonte, con seis dientes premaxilares y treinta dientes maxilares. La apariencia general de este animal recuerda mucho a la de los estegosaurios, excepto por la carencia de sus características placas óseas y por tener posiblemente una postura bípeda.

## Descubrimiento e investigación

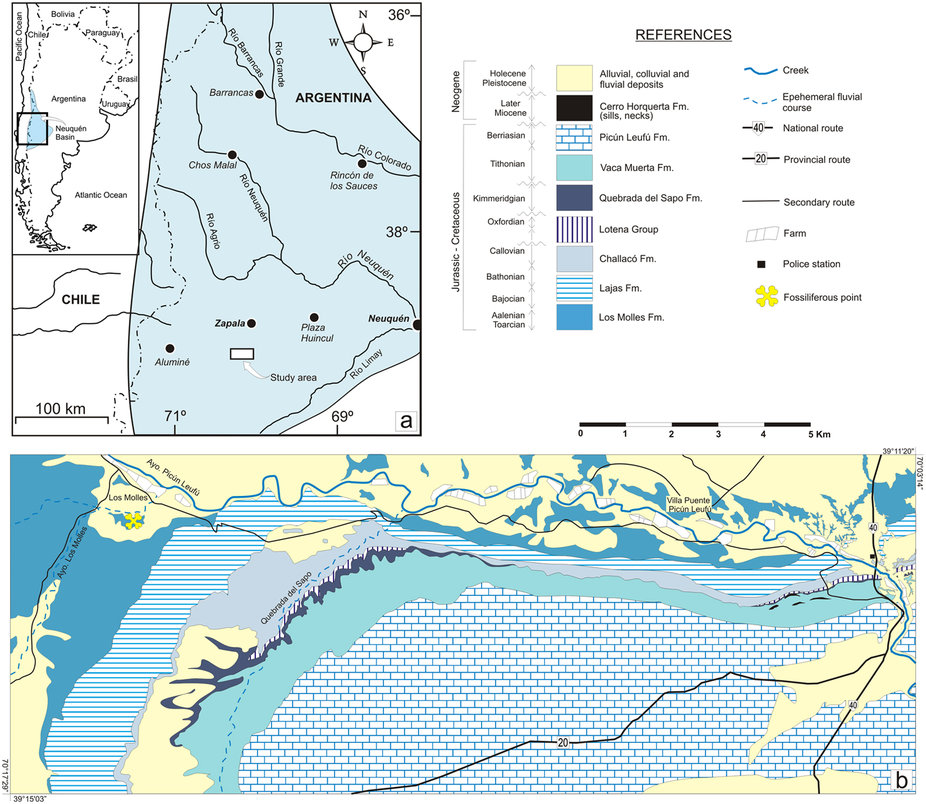
Mapa mostrando en donde se halló el holotipo.

El espécimen holotipo de Isaberrysaura fue descubierto en los niveles marinos y de deltas de la Formación Los Molles, la cual data de la época del Bajociense, por Isabel Valdivia Berry, a quien se debe el nombre del género. El holotipo, conocido como MOZ-Pv 6459, consiste de un esqueleto parcial con un cráneo casi completo, el material del postcráneo no ha sido preparado, seis vértebras cervicales, quince dorsales, un sacro con un ilion parcial y un pubis aparentemente  completo, nueve vértebras caudales, parte de una escápula, costillas y adicionalmente fragmentos irreconocibles.

## Clasificación
La clasificación de Isaberrysaura resulta problemática; el espécimen holotipo comparte características tanto con los tireóforos como con los ornitópodos como los iguanodontianos, los hadrosáuridos y formas como Thescelosaurus. Por esta razón, fue situado en el grupo Genasauria, en la base del árbol familiar de ese grupo de ornitisquios. Tres conjuntos de datos incluidos en la descripción científica hecha por Salgado et al indicaron que aunque poseía características de los neornitisquios y los tireóforos, no encajaba dentro de esos grupos, y representaría un morfotipo anteriormente desconocido entre los Ornithischia en general. Posteriormente, un análisis filogenético realizado por Han et al. (en prensa) encontró que Isaberrysaura sería uno de los miembros más basales conocidos de los estegosaurios.

## Paleobiología

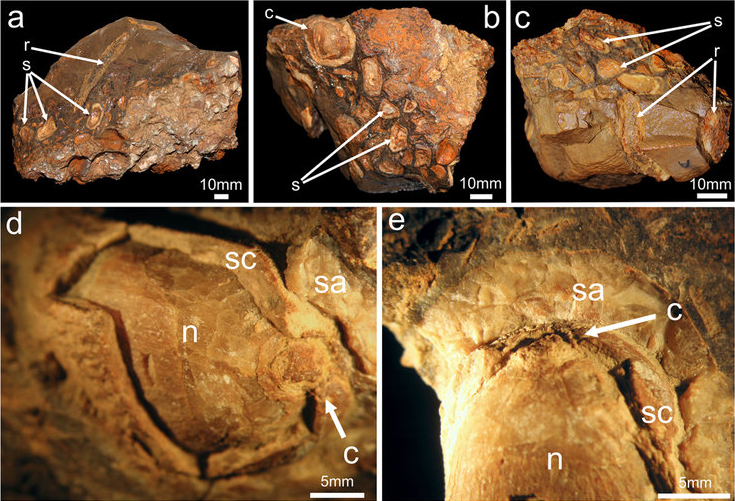
Contenidos intestinales.

El espécimen holotipo de Isaberrysaura fue preservado con contenidos estomacales fosilizados. Se descubrió dentro de la caja torácica una masa de semillas fosilizadas; constituyen la primera comida preservada de un ornitisquio basal. Se recuperaron dos tipos de semillas cerca de las costillas posteriores de Isaberrysaura, que se distinguen de acuerdo con su tamaño. Las más grandes preservaban tres capas: una sarcotesta exterior carnosa, la esclerotesta, y la capa interna, que posiblemente corresponde a la nucela. Estas semillas son asignadas a las cícadas de la familia Zamiineae basándose en su coronula bien definida en la región micropilar, mientras que las semillas más pequeñas platiespérmicas quedan sin determinar. Dado que la sarcotesta de las mayores semillas estaba intacta se sugiere que Isaberrysaura tragaba las semillas enteras sin masticarlas y que estas se hallaban en las primeras fases de la digestión, al juzgar por su posición en el tracto digestivo. Con base en sus dientes, es posible que este dinosaurio tuviera una dieta omnívora, pero como no se encontraron restos animales junto a las semillas, esto es meramente una especulación. Por otra parte es posible que tuviera una flora bacteriana en sus intestinos para ayudarle a digerir el material vegetal como las semillas.